# John McKibben
John Hansford McKibben –conocido como Chip McKibben– (Escondido, 23 de junio de 1965) es un deportista estadounidense que compitió en remo.
Ganó una medalla de oro en el Campeonato Mundial de Remo de 1994, en la prueba de ocho con timonel. Participó en los Juegos Olímpicos de Barcelona 1992, ocupando el octavo lugar en la prueba de cuatro scull.

## Palmarés internacional
| Campeonato Mundial | Campeonato Mundial            | Campeonato Mundial | Campeonato Mundial |
| Año                | Lugar                         | Medalla            | Prueba             |
| ------------------ | ----------------------------- | ------------------ | ------------------ |
| 1994               | Indianápolis (Estados Unidos) | Medalla de oro     | Ocho con timonel   |